# Заячьи Сосны (остановочный пункт)
Заячьи Сосны — пассажирский железнодорожный остановочный пункт Киевской дирекции Юго-Западной железной дороги на линии Чернигов—Нежин, расположенный в посёлке Юность. Название остановочного пункта связано с расположенным поблизости одноименным заказником.

## История
Станция была открыта на действующей ж/д линии Нежин—Чернигов. По состоянию местности на 1986 год: на топографической карте лист М-36-016 остановочный пункт не обозначен. 

## Общие сведения
Станция представлена одной боковой платформой. Имеет 1 пути. Нет здание вокзала. Межстанционный перегон «Заячьи Сосны — Липов Рог» — самый короткий по длине (2,5 км) на ж/д линии Нежин—Чернигов.

## Пассажирское сообщение
Ежедневно станция принимает пригородные поезда сообщения Чернигов—Нежин.